# Puccinia scandica
Puccinia scandica är en svampart som beskrevs av Johanson 1886. Puccinia scandica ingår i släktet Puccinia och familjen Pucciniaceae.   Inga underarter finns listade i Catalogue of Life.